# خوسيه فيرير كاناليس
خوسيه فيرير كاناليس (بالإنجليزية: José Ferrer Canales)‏ هو كاتب غير روائي أمريكي، ولد في 18 سبتمبر 1913 في سانتورس ‏ في الولايات المتحدة، وتوفي في 20 يوليو 2005 في Hato Rey ‏ في الولايات المتحدة.